# Brice Hortefeux

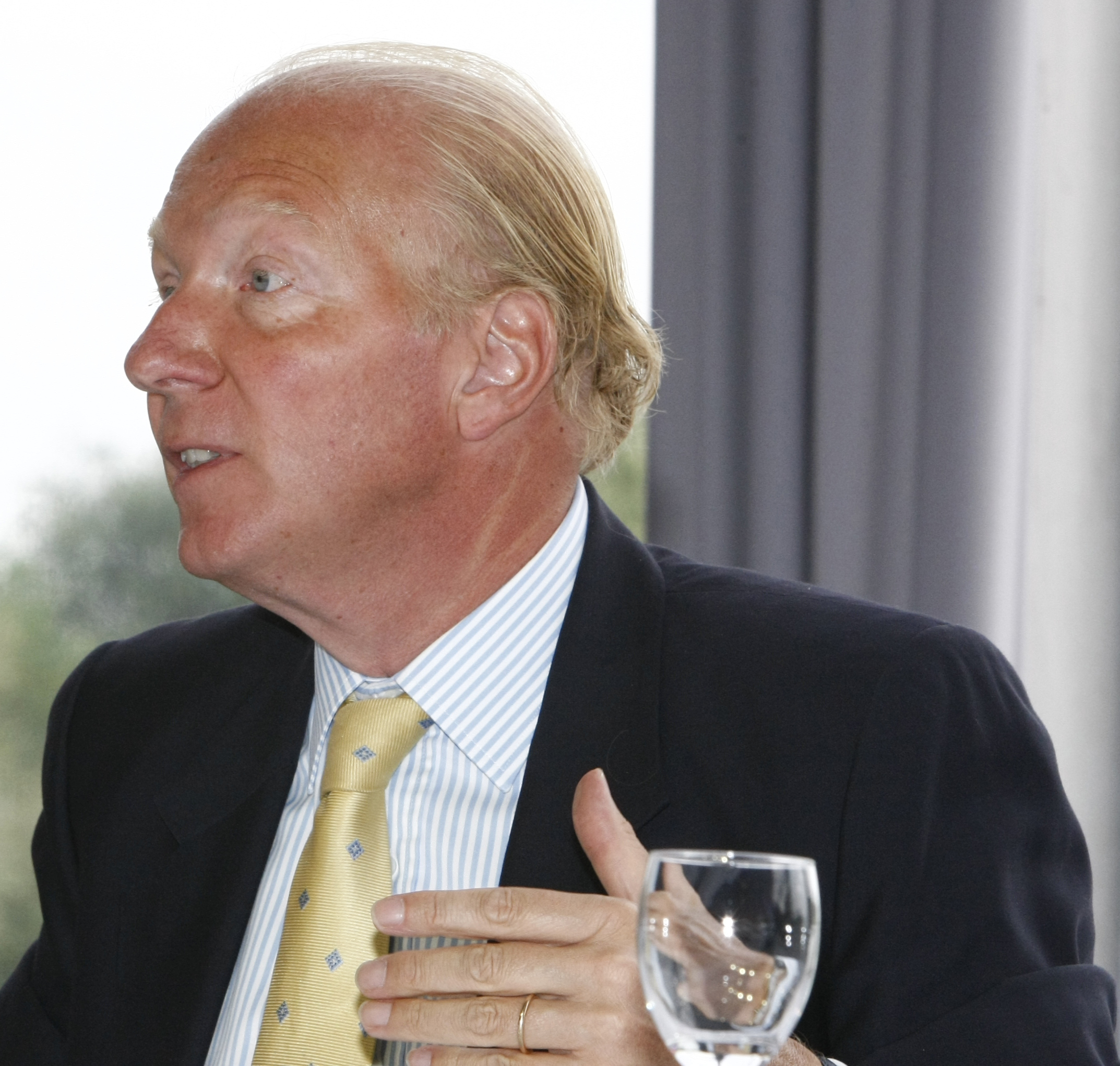
Brice Hortefeux

Brice Hortefeux, född 11 maj 1958 i Neuilly-sur-Seine, är en fransk politiker. Han representerar det konservativa partiet Union pour un Mouvement Populaire och har innehaft en rad ministerposter. Han var regionminister 2005–2007, integrationsminister 2007–2009, social- och arbetsminister 2009 och inrikesminister 2009–2011. Han har även varit ledamot av Europaparlamentet 1999–2005.
Hortefeux var en av Nicholas Sarkozys närmasta medarbetare, liksom en personlig vän och gudfar till en av Sarkozys söner. Han är utbildad jurist vid Université Paris Ouest Nanterre La Défense.
I Europaparlamentet är han numera ledamot i utskottet för konstitutionella frågor, delegationen för förbindelserna med Maghrebländerna och Arabiska Maghrebunionen, inklusive de gemensamma parlamentarikerkommittéerna EU–Marocko, EU–Tunisien och EU–Algeriet och delegationen till den parlamentariska församlingen för unionen för Medelhavsområdet. Han är dessutom suppleant i utskottet för transport och turism samt utskottet för medborgerliga fri- och rättigheter samt rättsliga och inrikes frågor.